# U vrelini noći (1967.)
U vrelini noći (eng. In the Heat of the Night) je film  Normana Jewisona iz 1967. o crnoputom policijskom detektivu koji postaje upleten u istragu ubojstva u malom  rasističkom gradu u Mississippiju.

## Radnja
Nakon što je bogati čovjek odlučio izgraditi tvornicu u gradiću Sparta, u Mississippiju, ubijen je, a policijski detektiv Bill Gillespie (Rod Steiger) prisiljen je brzo pronaći njegova ubojicu. Sjevernjak Virgil Tibbs (Sidney Poitier), koji prolazi tuda, pokupljen je na željezničkoj stanici s pozamašnom svotom novca u lisnici. Gillespie pomisli kako je uhvatio svog (Afroamerikanca) čovjeka, ali se posramljuje kad je čuo da je Tibbs cijenjeni detektiv iz Philadelphije koji je posjećivao majku. Nakon rasističkog postupka, Tibbs samo hoće otići što je prije moguće, ali žrtvina udovica (Lee Grant) je impresionirana njegovom stručnošću te zaprijeti da će zaustaviti radove na izgradnji prijeko potrebne tvornice ako on ne bude vodio istragu.
Usprkos klimavom početku njih dvojica počinju se poštovati jer su prisiljeni surađivati kako bi riješili zločin.

## Glavne uloge
- Sidney Poitier - Virgil Tibbs
- Rod Steiger - Bill Gillespie
- Warren Oates - Sam Wood
- Lee Grant - Gđa. Leslie Colbert
- Larry Gates - Eric Endicott
- James Patterson - Purdy
- William Schallert - Gradonačelnik Webb Schubert
- Beah Richardson - Mama Caleba

## Nagrade
- Oscar za najbolji film
- Zlatni globus za najbolji film - drama
- Nagrada za najbolji film - New York Film Critics Circle
- Oscar za najboljeg glavnog glumca - Rod Steiger
- Zlatni globus za najboljeg glumca u drami - Rod Steiger
- Oscar za najbolju montažu - Hal Ashby
- Oscar za najbolji zvuk - Samuel Goldwyn Studios
- Oscar za najbolji adaptirani scenarij - Stirling Silliphant
- Zlatni globus za najbolji scenarij - Stirling Silliphant
- BAFTA za najboljeg stranog glumca - Rod Steiger
- Nagrada BAFTA UN - Norman Jewison
- Nagrada Edgar za najbolji filmski scenarij - Stirling Silliphant

## Vanjske poveznice
- U vrelini noći u internetskoj bazi filmova IMDb-a